# Strophocheilidae

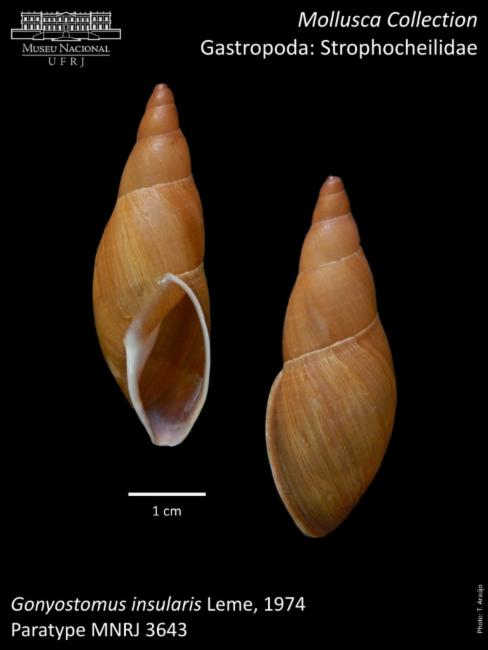
Gonyostomus insulares Leme, 1974

Strophocheilidae é uma família taxonômica de caracóis terrestres que respira ar, ou seja, moluscos gastrópodes pulmonados terrestres, que ocorrem na América do Sul, e pertencem à Superfamília Acavoidea.

## Registro fóssil
O gênero Eoborus é o registro fóssil mais antigo da família, datado do Paleoceno Médio do Brasil ( Bacia de Itaboraí )  e do Uruguai (Bacia de Santa Lucía).

## Gênero
A família Strophocheilidae consiste em duas subfamílias e gêneros, incluindo:
subfamília Strophocheilinae Pilsbry, 1902
- Anthinus Albers, 1850
- Austroborus Parodiz, 1949
- Anthinus multicolor (Rang, 1831)Catracca Simone, 2022 [5]
- Chiliborus Pilsbry, 1926[6]
- Gonyostomus Beck, 1837
- Mirinaba Morretes, 1952
- Speironepion Bequaert, 1948

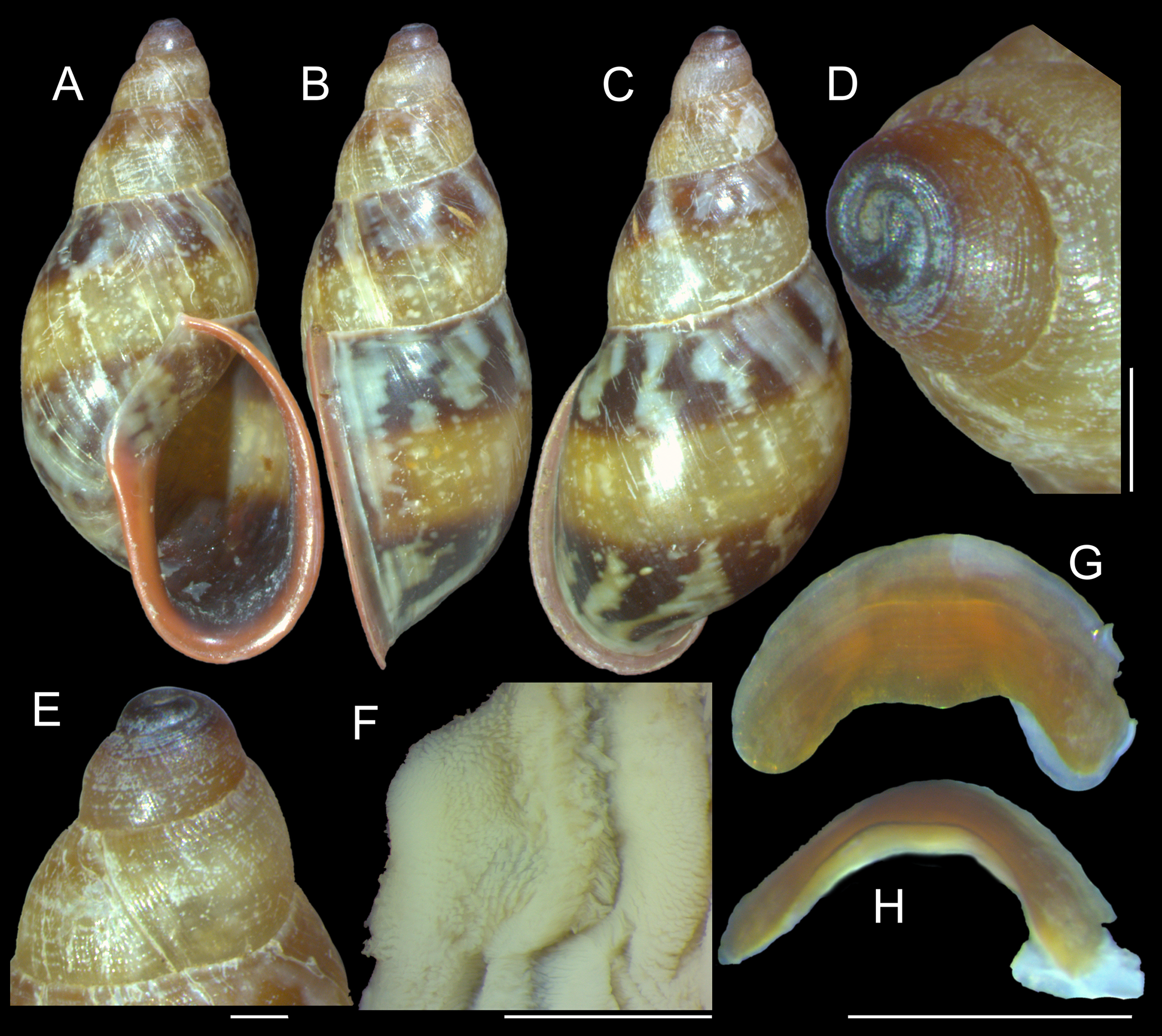
Anthinus multicolor (Rang, 1831)

- Strophocheilus Spix, 1827 - gênero tipo da família Strophocheilidae

subfamília Megalobuliminae Leme, 1973
- Megalobulimus K. Miller, 1878 - gênero tipo da subfamília Megalobuliminae

Strophocheilidae (nome provisório):
- † Eoborus Klappenbach & Olazarri, 1970
- † Maghrebiola Kadolsky & Hammouda, 2017

Gêneros considerados sinônimos
- Borus Albers, 1850 : sinônimo de Megalobulimus K. Miller, 1878
- Coniclus Albers, 1850 : sinônimo de Strophocheilus Spix em JA Wagner, 1827
- Goniostomus auct.: sinônimo de Gonyostomus H. Beck, 1837 (decorrente da grafia incorreta)
- Gonyostoma Swainson, 1840 : sinônimo de Gonyostomus H. Beck, 1837
- Metara Morretes, 1955 : sinônimo de Mirinaba Morretes, 1955
- Microborus Pilsbry, 1926 : sinônimo de Austroborus Parodiz, 1949 (indisponível, um homônimo júnior de Blandford, 1897 [Coleoptera])
- Phaiopharus Morretes, 1955 : sinônimo de Megalobulimus K. Miller, 1878
- Psiloicus Morretes, 1955 : sinônimo de Megalobulimus K. Miller, 1878

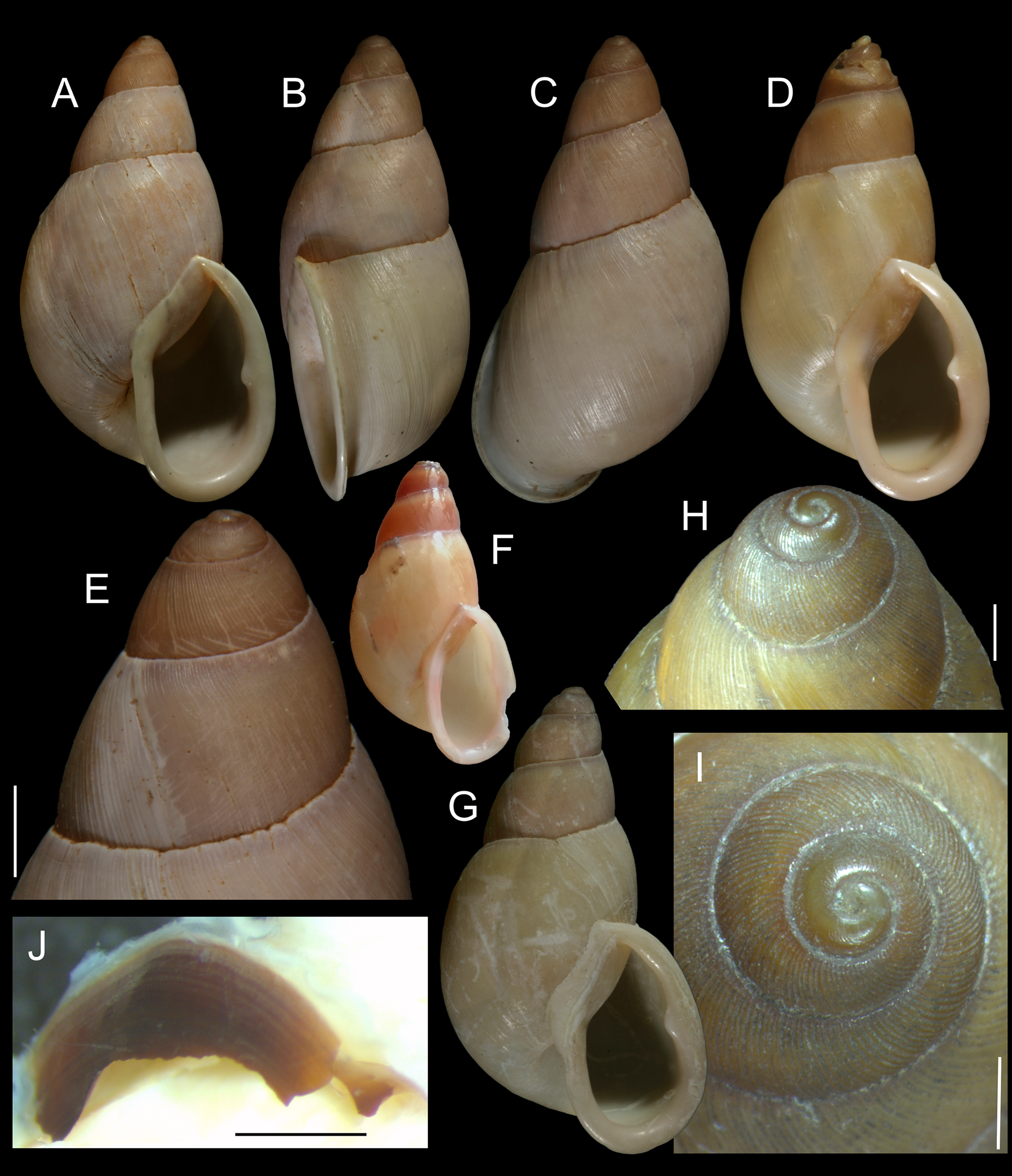
Catracca uhlei Simone, 2022